# كابال (مجموعة سرية)

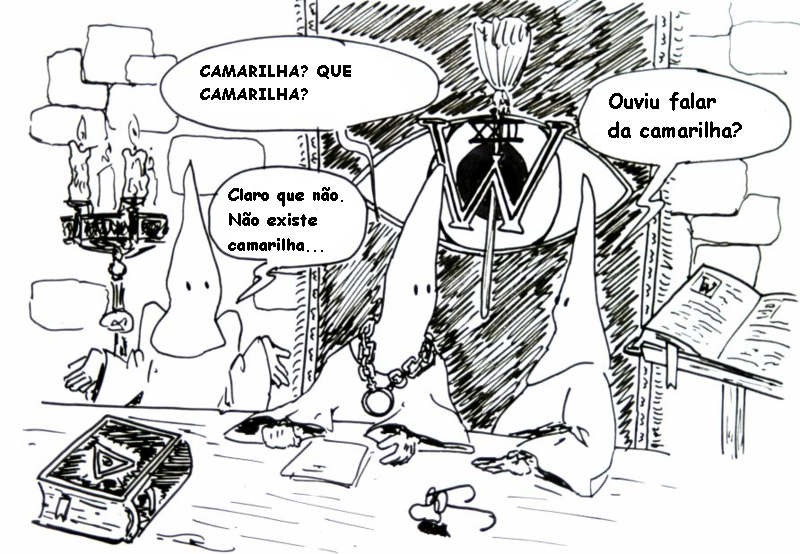
صورة توضيحية لعمل هذه العصابة في بدء المؤامرات السرية ضد جهات معنية مثل الحكومة وغيرها

كابال؛ قَبال أو هي عبارة عن مجموعة صغيرة من الأشخاص يتحدون في بشكل مُغلق مكونين زُمْرَة أو عِصابة سرية، عادةً ما يروجون لوجهات نظرهم الخاصة أو مصالحهم الإيديولوجية في دولة أو مُجتمع آخر، غالبًا ما يكون ذلك عن طريق المؤامرات وعادة ما يكون الطرف الآخر غير معروف. غالبًا ما يُشير هذا المصطلح لدلالات سلبية من تحقيق هدف سياسي والتآمر والسرية. يمكن أن تشير أيضًا إلى مخطط سري، أو زمرة من الناس، أو يمكن استخدامها كفعل (لتشكيل عصابة أو للتآمر سراً).

## علم أصول الكلمات
يُشتق مُصطلح عصابة من القبالة (كلمة لها العديد من الاختلافات الإملائية)، وتفسير اليهودي الصوفي والروحي من الكتاب المقدس العبري (קַבָּלָה). وهي في العبرية تعني «الاستقبال» أو «القبول»، للدلالة على مستوى السرية للتفسير اليهودي. في الثقافة الأوروبية (كابالا مسيحية وكابالا هرمسية) أصبحت مرتبطة بعقيدة الغموض أو السر.
جاءت إلى اللغة الإنجليزية عبر الكابالي الفرنسي من اللاتينية في القرون الوسطى كابالا، وكانت معروفة في أوائل القرن السابع عشر من خلال الاستخدامات المرتبطة بتشارلز الثاني وأوليفر كرومويل. بحلول منتصف القرن السابع عشر، تطورت بشكل أكبر لتعني بعض المؤامرات التي دخلت فيها مجموعة صغيرة، كما أشارت أيضًا إلى مجموعة الأشخاص المتورطين، أي زمرة سياسية شبه سرية.
هناك نظرية مفادها أن المُصطلح أخذ معناه الحالي من مجموعة من الوزراء تشكلت عام 1668 - «وزارة الكابالا» للملك تشارلز الثاني ملك إنجلترا. كان من بين الأعضاء السير توماس كليفورد، اللورد أرلينغتون، دوق باكنغهام، اللورد أشلي، واللورد لودرديل، الذين كانت رسائلهم الأولية تهجى بالصدفة كابالا، والذين كانوا الموقعين على معاهدة دوفر العامة التي تحالفت إنجلترا مع فرنسا في حرب محتملة ضد هولندا، وعملت كغطاء لمعاهدة دوفر السرية. إن النظرية القائلة بأن الكلمة نشأت كاختصار من أسماء مجموعة الوزراء هي أصل شعبي، على الرغم من أن المصادفة قد لوحظت في ذلك الوقت وربما كان من الممكن أن تكون شائعة الاستخدام.

## الاستخدام في هولندا
في اللغة الهولندية، تم استخدام كلمة "kabaal"، وكذلك "kabale" أو "cabale" خلال القرن الثامن عشر بنفس الطريقة. يشير مُصطلح Friesche Kabaal (The Frisian Cabal) إلى طبقة النبلاء الفريزية المؤيدة للبرتقالي التي دعمت ستاتهاودر، ولكن كان لها أيضًا تأثير كبير على فيليم الرابع وفيليم الخامس وأوصياءهم، وبالتالي على شؤون الدولة في الجمهورية الهولندية. انتهى هذا التأثير عندما سقط النبلاء الفريزيين الرئيسيون في البلاط لصالحهم. الكلمة في الوقت الحاضر لها معنى الضجيج والضجة والمُضرب. مشتق على هذا النحو من الفرنسية وذكر لأول مرة في عام 1845.

## الخطاب التآمري
يستخدم أتباع نظرية المؤامرة للإشارة إلى ما يُنظر إليه على أنه مُنظمة النخبة العالمية السرية التي، وفقًا لمؤيديها، ترغب في تقويض الديمقراطية والحرية، وتنفيذ أجنداتها العالمية الخاصة.